# 衛國戰爭中央博物館
衛國戰爭中央博物館是一間介紹歷史相關的博物館，位於莫斯科的俯首山。 整棟建築物是由该建筑是由建築師阿納托利·波利揚斯基所設計。 建造始於1986年3月3日，不過直到1995年5月9日才對大眾開放。 博物館的展览與陳列物品都是與第二次世界大戰有關，所以又被稱作衛國戰爭中央博物館。

## 展品
博物館擁有14143平方公尺的常設展覽空間與5500平方公尺的臨時特展空間。 進入博物館的入口附近有指揮官大廳，其中设有一个裝飾用劍和勝利之盾與勝利接收者的青銅半身像，這項勝利勳章事由蘇聯直接授予的。

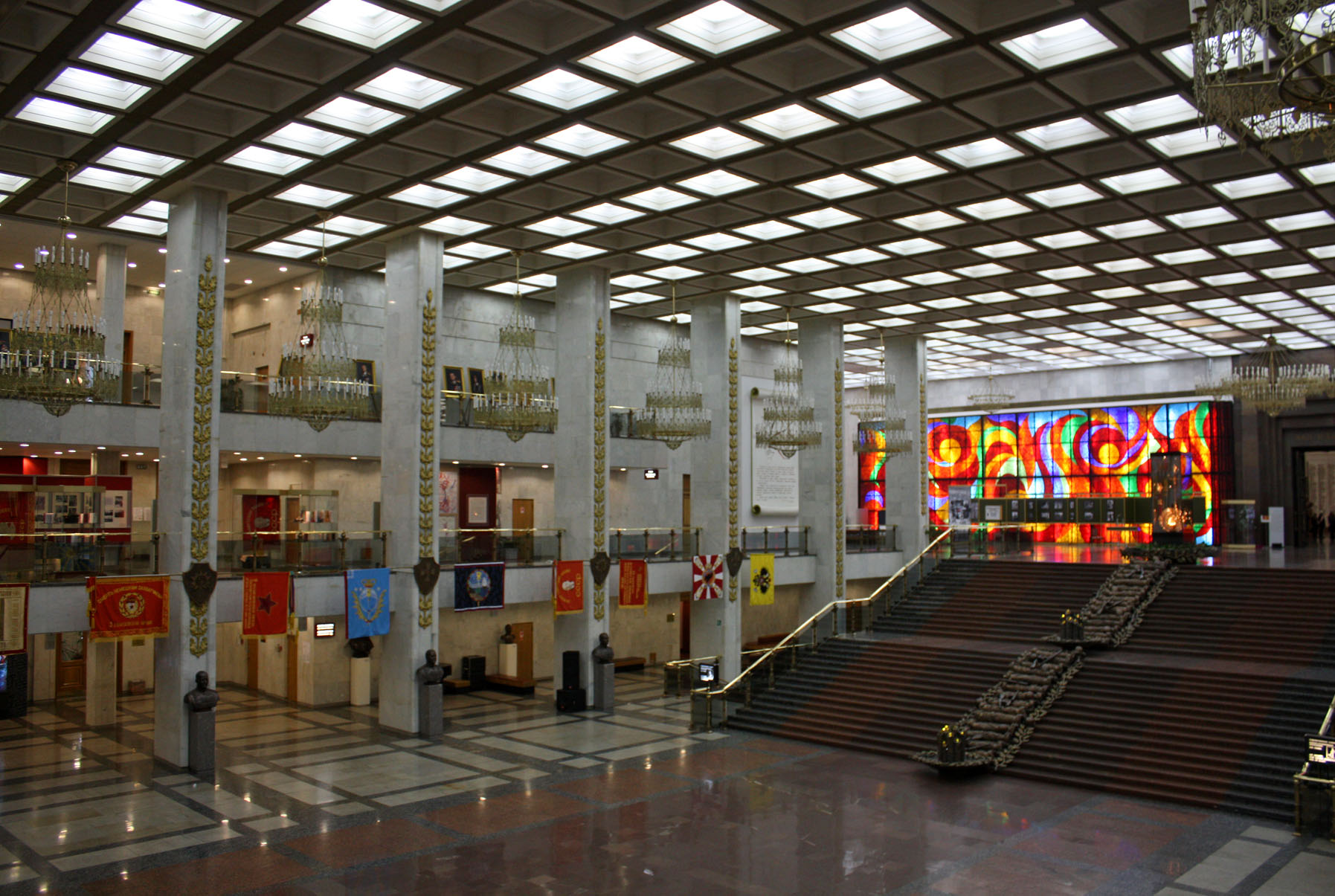
指揮官大廳

博物館的大廳被裝飾得相當金碧輝煌，白色大理石的房間是主要特色，上面寫道11800位蘇聯英雄的名字，勝利接收者的青銅半身像代表擺放在博物館正中央，其下方是紀念和哀傷的紀念館，紀念在戰爭中死去的蘇聯人民，這個房間燈光昏暗，天花板上掛著一串串玻璃珠，象徵著為死者流下的眼淚。
相較之下上，建築物上層則展出許多跟戰爭有關的物品，包括主要戰鬥的立體重現、戰爭時期的照片、武器、彈藥、制服、獎章、新聞片段、信件與大量的模型，除此之外，博物館也有電子的典藏書，記載每一位在第二次世界大戰中死去的士兵。

## 位置
博物館位於勝利公園的俯首山附近。公園有一大片廣場、噴泉與開放空間，其上有許多第二次世界大戰的軍用車輛、大砲與其他設施。 同時猶太人大屠殺紀念教堂、莫斯科紀念清真寺、凯旋门、方尖碑也都位於這個公園中。